# روبرت كوين (مغن مؤلف)
روبرت كوين (بالإنجليزية: Robert Coyne)‏ هو مغن مؤلف بريطاني، ولد في 1969.

## روابط خارجية
- روبرت كوين على موقع IMDb (الإنجليزية)
- روبرت كوين على موقع ميوزك برينز (الإنجليزية)
- روبرت كوين على موقع أول ميوزيك (الإنجليزية)
- روبرت كوين على موقع ديسكوغز (الإنجليزية)